# الدحس (بروم ميفع)
'

تعديل مصدري - تعديل

الدحس هي إحدى قرى عزلة بروم بمديرية بروم ميفع التابعة لمحافظة حضرموت، بلغ تعداد سكانها 235 نسمة حسب تعداد اليمن لعام 2004.